# Umbriel (księżyc)
Umbriel (Uran II ) – trzeci co do wielkości naturalny satelita Urana. Odkryty przez Williama Lassella 24 października 1851 roku, równocześnie z Arielem.

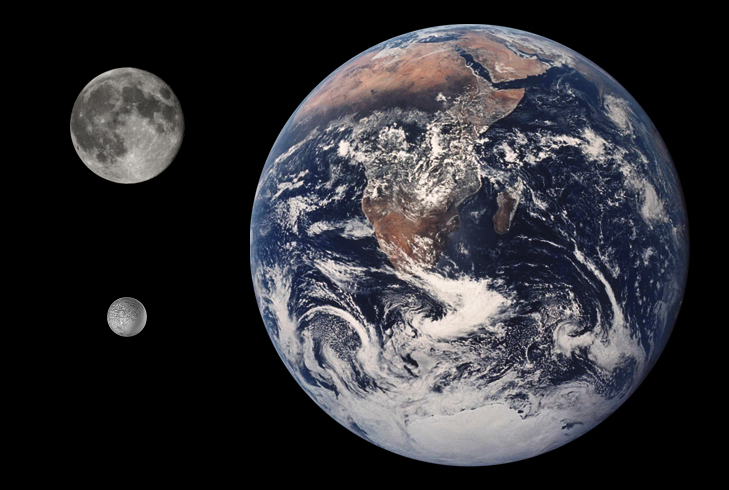
Umbriel, Ziemia i Księżyc w tej samej skali

Nazwa księżyca pochodzi od złego ducha z poematu Pukiel porwany (The Rape of the Lock) Alexandra Pope’a.
Wszystkie duże księżyce Urana są księżycami lodowymi, zbudowanymi z około 40–50% zamrożonej wody zmieszanej ze skałami; są to nieco większe ułamki masowe skał niż w przypadku dużych księżyców Saturna, takich jak Rea. Powierzchnię pokrywają liczne kratery uderzeniowe, spośród których wiele jest znacznie większych niż na Arielu i Tytanii. To sugeruje, że powierzchnia tego księżyca jest starsza i od dłuższego czasu nie wykazuje on aktywności geologicznej. Umbriel jest bardzo ciemny – odbija tylko około połowy światła odbijanego przez Ariela.